# 基納 (北卡羅萊納州)
基納（英語：Keener）是位於美國北卡羅萊納州桑普森縣的普查規定居民點。

## 人口
根據2020年美國人口普查的數據，基納的面積為28.96平方千米，當中陸地面積為28.94平方千米，而水域面積為0.02平方千米。當地共有人口540人，而人口密度為每平方千米18.65人。